# NGC 6070A
NGC 6070A је спирална галаксија у сазвежђу Змија која се налази на NGC листи објеката дубоког неба.
Деклинација објекта је + 0° 45' 54" а ректасцензија 16h 10m 9,1s. Привидна величина (магнитуда) објекта NGC 6070 износи 14,6 а фотографска магнитуда 15,4. NGC 6070A је још познат и под ознакама CGCG 23-18, , PGC 57350.